# Cái chết và quốc tang Trần Đại Quang
Ngày 21 tháng 9 năm 2018, Chủ tịch nước Việt Nam Trần Đại Quang qua đời khi đang điều trị tại Bệnh viện Trung ương Quân đội 108, Hà Nội ở tuổi 61, không lâu sau khi nguyên Thủ tướng Phan Văn Khải mất. Theo ông Nguyễn Quốc Triệu, Trưởng ban bảo vệ, chăm sóc sức khỏe cán bộ Trung ương thì ông Quang bị nhiễm "virus hiếm và độc hại", căn bệnh này chưa có thuốc để điều trị khỏi hoàn toàn mà chỉ có thể chặn lại và đẩy lùi một thời gian. Việt Nam đã tổ chức tang lễ cho ông theo nghi thức quốc tang.

## Mắc bệnh và qua đời
Trước khi qua đời đã có thời điểm ông Quang vắng mặt và không xuất hiện trước công chúng. Tại buổi gặp mặt cử tri vào ngày 5 tháng 5 năm 2018, ông đã không xuất hiện, theo lời của Đại biểu Quốc hội Phan Nguyễn Như Khuê, Phó Trưởng đoàn đại biểu Quốc hội Việt Nam Thành phố Hồ Chí Minh thì ông Quang vắng mặt với lí do bận công tác nước ngoài và đang chuẩn bị cho Hội nghị trung ương 7, Ban Chấp hành Trung ương Đảng Cộng sản Việt Nam khóa 12. Khi Trần Đại Quang qua đời vào ngày 21 tháng 9 năm 2018 sau khi hôn mê được 1 ngày thì lý do ông vắng mặt mới được tiết lộ. Theo đó ông Quang đã mắc bệnh hiểm nghèo và phải đi Nhật Bản 6 lần để chữa trị.

## Kế hoạch tang lễ

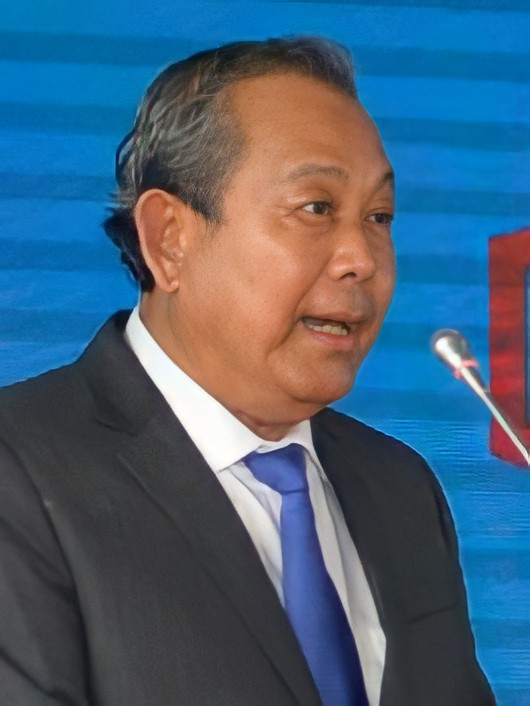
Phó Thủ tướng thường trực Trương Hòa Bình làm trưởng ban tang lễ

Tang lễ của ông Trần Đại Quang được tổ chức theo nghi thức quốc gia. Căn cứ Công điện số 4288/CĐ-BVHTTDL ngày 24 tháng 9 năm 2018 của Bộ trưởng Bộ Văn hoá, Thể thao và Du lịch về việc ngừng các hoạt động vui chơi, giải trí trong những ngày Lễ quốc tang Chủ tịch nước Trần Đại Quang. Theo đó quốc tang sẽ diễn ra trong hai ngày 26 và 27 tháng 9 năm 2018. Lễ viếng bắt đầu từ 7 giờ ngày 26 tháng 9 năm 2018 tại Nhà tang lễ quốc gia, số 5 đường Trần Thánh Tông, phường Bạch Đằng, quận Hai Bà Trưng, thành phố Hà Nội. Lễ truy điệu được tổ chức vào 7 giờ 30 phút vào ngày 27 tháng 9 năm 2018 đến 15 giờ 30 phút cùng ngày. Trần Đại Quang được an táng tại nghĩa trang huyện Kim Sơn, tỉnh Ninh Bình. Lễ viếng và lễ trụy điệu tổ chức ở thành phố Hồ Chí Minh và tỉnh Ninh Bình. Phó Thủ tướng thường trực Trương Hòa Bình là trưởng ban tang lễ.
Trong thông báo của Ủy ban nhân dân tỉnh Ninh Bình, gia đình Chủ tịch nước có nguyện vọng xin được miễn nhận tiền phúng viếng, chấp điếu của các tổ chức, cá nhân khi đến viếng. Bộ Văn hoá, Thể thao và Du lịch đề nghị các cơ quan, công sở trong cả nước và các cơ quan đại diện của Việt Nam ở nước ngoài treo cờ rủ trong 2 ngày Lễ Quốc tang. Các đoàn đến viếng chỉ mang băng tang, không mang vòng hoa đến viếng.

## Quốc tang

### Ngày 26
Vào lúc 7 giờ, lễ viếng bắt đầu tại Nhà tang lễ quốc gia, số 5 đường Trần Thánh Tông, phường Bạch Đằng, quận Hai Bà Trưng, thành phố Hà Nội.
Tại Hội trường Thống nhất ở thành phố Hồ Chí Minh và tại xã Quang Thiện, huyện Kim Sơn, tỉnh Ninh Bình cũng tổ chức lễ viếng. Theo Ban Tổ chức Lễ quốc tang, tính đến 17 giờ ngày 26 tháng 9, có khoảng 1.500 đoàn trong nước, quốc tế với số lượng ước tính khoảng 50.000 người đến viếng Chủ tịch nước Trần Đại Quang. Một số lãnh đạo, nguyên lãnh đạo Đảng, Nhà nước do điều kiện không đến được đã gửi vòng hoa viếng, chia buồn cùng gia đình.

### Ngày 27
Từ 5 giờ 30 phút, cảnh sát giao thông, cơ động đã chốt trực ở các ngả đường từ Trần Hưng Đạo dẫn vào Nhà tang lễ quốc gia. Phía trước cổng nhà tang lễ, đoàn xe di quan Chủ tịch nước gồm chín chiếc xếp thành hàng ngay ngắn, đánh số từ 1 đến 9. Trong sân, có xe kéo pháo chở linh cữu, xe chở di ảnh và vòng hoa. Tại thành phố Hồ Chí Minh ngay từ sớm lãnh đạo thành phố cũng có mặt tại Hội trường Thống Nhất chuẩn bị lễ truy điệu Chủ tịch nước Trần Đại Quang diễn ra cùng thời điểm với Hà Nội. Đúng 7 giờ 30 phút, Phó thủ tướng Trương Hòa Bình thay mặt Ban Lễ tang tuyên bố lễ truy điệu Chủ tịch nước Trần Đại Quang bắt đầu. Quốc ca vang lên, tất cả mọi người cả trong và ngoài nhà tang lễ quốc gia đứng nghiêm trang, dành một phút mặc niệm.
Tổng bí thư Nguyễn Phú Trọng bước lên bục đọc điếu văn, nêu rõ ông Trần Đại Quang "là nhà lãnh đạo có nhiều cống hiến cho sự nghiệp cách mạng của Đảng và dân tộc, vì hạnh phúc của nhân dân đã vĩnh biệt chúng ta. Đây là tổn thất lớn đối với Đảng, Nhà nước, nhân dân ta và gia quyến". Trần Quân, con trai Trần Đại Quang đã thay mặt gia đình cảm ơn lãnh đạo, nguyên lãnh đạo Đảng, Nhà nước, các bộ, ngành, đoàn thể trung ương, địa phương, Ban bảo vệ chăm sóc sức khỏe Trung ương, Bệnh viện 108, các giáo sư, bác sĩ trong nước và Nhật Bản đã quan tâm, chăm sóc, điều trị cho cha ông trong thời gian lâm bệnh cho đến những giây phút cuối đời, tổ chức tang lễ trọng thể, chu đáo.
Vào lúc 8 giờ, lễ di quan diễn ra. 8 giờ 15 phút, đoàn xe di quan bắt đầu rời nhà tang lễ. Đoàn gồm hai xe chở di ảnh và quân kỳ đi đầu, tiếp đến đoàn xe thùng chở đội danh dự 127, gồm: lục quân, hải quân và không quân. Đội 127 gồm 127 người biểu tượng cho biển, đất và trời. Tiếp đến là xe kéo pháo chở linh cữu Chủ tịch nước, phía sau là hai xe hoa. Theo sát xe chở di hài là đoàn hơn 100 xe chở gia quyến Chủ tịch nước cùng những người đưa tiễn. Những người có mặt tại hội trường Thống Nhất và hội trường ở quê Trần Đại Quang đứng theo dõi lễ truy điệu và di quan Chủ tịch nước, được truyền hình trực tiếp từ Nhà tang lễ quốc gia ở Hà Nội. 11 giờ 47 phút, xe chở linh cữu ông Trần Đại Quang đã đi đến Ninh Bình. Đến 13 giờ 50 phút xe chở linh cữu đã đến nơi an táng.
Tại Ninh Bình đã có hàng nghìn người dân địa phương đã tập trung ở nghĩa trang để đón đoàn xe chở linh cữu Chủ tịch nước Trần Đại Quang. 15 giờ 30 phút lễ an táng Trần Đại Quang bắt đầu. 16 giờ, lễ hạ huyệt hoàn thành, tất cả những người có mặt tại nơi an táng đã dành một phút mặc niệm. Trương Hòa Bình, Trưởng ban tổ chức Lễ tang đã phát biểu cảm ơn. Ban tổ chức Lễ quốc tang cho biết, đã có 1.658 đoàn với khoảng 50.000 người đại diện các cơ quan đoàn thể địa phương, nhân sĩ, trí thức, chức sắc, tôn giáo, các tổ chức trong nước và quốc tế đến viếng Chủ tịch nước Trần Đại Quang tại ba điểm, trong đó có 164 đoàn ngoại giao và tổ chức quốc tế, 16 đoàn lãnh đạo cấp cao các nước. Nơi ông chôn cất đã được xây dựng thành một quần thể kiến trúc để phục vụ người dân tới viếng.

### Các sự kiện khác
Người dân một số nơi ở Ninh Bình đã lập bàn thờ ông Trần Đại Quang. Một số ngôi chùa trên nước đã tổ chức lễ cầu siêu cho ông Trần Đại Quang.

## Phản ứng

### Quốc tế
- Liên Hợp Quốc – Ngày 21 tháng 9 năm 2018, Tổng thư ký Antonio Guterres gửi lời chia buồn sâu sắc nhất đến gia đình Trần Đại Quang, gọi ông là "một người bạn của Liên Hợp Quốc" và là người quảng bá cho sự phát triển của Việt Nam.[15] Trước khi bắt đầu phiên họp toàn thể thứ ba của Đại Hội đồng Liên Hợp Quốc khóa 73 ngày 21 tháng 9 năm 2018 (giờ UTC−4), Chủ tịch Đại hội đồng María Fernanda Espinosa thông báo về sự ra đi của Chủ tịch nước Trần Đại Quang và đề nghị đại diện các nước tham dự phiên họp dành một phút mặc niệm.[16][17]
- ASEAN – Ngày 25 tháng 9 năm 2018, Ban thư ký ASEAN gửi lời chia buồn đến gia đình, người thân, chính phủ và người dân Việt Nam. Tổ chức này bày tỏ sự biết ơn và tưởng niệm những đóng góp của ông cho các quốc gia thành viên.[18] Cờ rủ cũng được treo từ ngày 25 đến 27 tháng 9 năm 2018 tại trụ sở Ban thư ký ASEAN tại Jakarta, Indonesia.[19]
- Cuba – Hội đồng Nhà nước Cuba đã ra sắc lệnh quyết định tổ chức quốc tang, cụ thể Cuba sẽ để tang trong vòng hơn một ngày từ 22 tháng 9 đến 23 tháng 9, và nghi thức quốc tang sẽ diễn ra trong cả ngày 24 tháng 9. Trong thời gian cử hành quốc tang Trần Đại Quang, mọi hoạt động vui chơi, giải trí công cộng ở Cuba đều bị hủy.[20][21] Cuba cũng đã cử đoàn đến viếng Chủ tịch nước Trần Đại Quang.[22]
- Campuchia – Thủ tướng Campuchia Hun Sen dẫn đầu đoàn đại biểu Campuchia đã tới viếng.[22]
- Lào – Ngày 24 tháng 9, Văn phòng Thủ tướng Lào ra thông báo tổ chức quốc tang Trần Đại Quang từ ngày 26 đến 27 tháng 9. Thời gian này tại Lào sẽ dừng toàn bộ các hoạt động vui chơi giải trí, chính phủ cũng yêu cầu các cơ quan công quyền tổ chức đoàn đi viếng, đặt vòng hoa và ghi sổ tang tại Đại sứ quán Việt Nam ở thủ đô Viêng Chăn và Tổng Lãnh sự quán Việt Nam ở các địa phương.[23] Đoàn lãnh đạo nước Cộng hòa dân chủ nhân dân Lào dẫn đầu là Phó chủ tịch nước Phankham Viphavanh đã đến viếng Chủ tịch nước Trần Đại Quang.[22]
- Thái Lan – Ngày 22 tháng 9, Thủ tướng Thái Lan Prayuth Chan–ocha ra công điện chỉ đạo các cơ quan ban ngành chính phủ treo cờ rủ tưởng niệm từ ngày 24 đến 26 tháng 9.[24][25] Thái Lan cũng đã cử đoàn đến viếng.[22]
- Úc – Ngày 26 tháng 9, Úc tưởng niệm bằng cách treo cờ rủ tại tất cả trụ sở nhà nước và chính quyền bang trên khắp nước này,[26][27] theo quy định về việc cử quốc kỳ Úc khi nguyên thủ quốc gia mà Úc có quan hệ ngoại giao qua đời.[28]
- Singapore – Đoàn đại biểu Singapore do Phó thủ tướng Tiêu Chí Hiền dẫn đầu đã đến viếng Chủ tịch nước Trần Đại Quang.[22]
- Hàn Quốc – Thủ tướng Hàn Quốc Lee Nak-yon đã đến viếng Chủ tịch nước Trần Đại Quang.[22]
- Belarus –  Đoàn Cộng hòa Belarus do Chủ tịch Thượng viện Mikhail Myasnikovich làm trưởng đoàn, đã đến viếng Chủ tịch nước Trần Đại Quang.[22]
- Đoàn Liên hiệp Công đoàn thế giới (WFTU) do Tổng thư ký George Mavrikos làm trưởng đoàn, đã đến viếng Chủ tịch nước Trần Đại Quang.[22]
- Vatican – Đoàn Tòa thánh Vatican đã đến viếng.[22]
- Nhật Bản – Tổng Thư ký Đảng Dân chủ Tự do Nhật Bản Nikai Toshihiro đã tới viếng Chủ tịch nước Trần Đại Quang.[22]
- Trung Quốc – Đoàn Trung Quốc do Triệu Lạc Tế dẫn đầu đã đến viếng.[22]
- Indonesia – Đoàn đại biểu nước Cộng hòa Indonesia đã đến viếng.[22]
- Myanmar – Đoàn đại biểu Cộng hòa Liên bang Myanmar đã đến viếng.[22]
- Nga – Phó chủ tịch Hội đồng Liên bang (Thượng viện), bà Olga Nikolaevna Yepifanova làm trưởng đoàn đã đến viếng.[22]
- Hoa Kỳ – Đoàn Hoa Kỳ đã đến viếng.[22]
- Mozambique – Đoàn đại biểu Cộng hòa Mozambique đã đến viếng.[22]

Tổng lãnh sự các nước cũng đã đến dâng hoa tại tang lễ Trần Đại Quang.

### Nhận xét
- Giáo sư Carl Thayer, chuyên gia về chính trị Việt Nam từ Úc, nhận định: "Sau khi ông Trần Đại Quang rời vị trí Bộ trưởng Bộ Công an, Tổng Bí thư Nguyễn Phú Trọng đã thực hiện các bước cắt giảm cơ cấu nặng nề của Bộ này, nơi có quá nhiều tướng lĩnh được hưởng đặc quyền nhưng lại có quá ít việc để làm.[30] Rõ ràng là những quyền lợi đặc biệt mà Bộ này đã tận hưởng đang bị cắt giảm trong một nỗ lực để làm cho Bộ có trách nhiệm hơn. Những quyết định này được đưa ra trong khi ông Quang là thành viên của Bộ Chính trị. Chức năng cơ bản của Bộ Công an sẽ không thay đổi nhưng bây giờ bộ này sẽ chịu sự giám sát của các quan chức cấp cao hơn."[31]
- Báo AFP ngày 21 tháng 9 năm 2018 viết: "Mặc dù ông giữ một trong bốn vị trí hàng đầu trong bộ máy lãnh đạo của Việt Nam, và chính thức giữ chức chủ tịch nước, vai trò của ông chỉ được xem là mang tính nghi lễ, chào mừng các nhà lãnh đạo đến thăm và tổ chức các sự kiện ngoại giao nhằm củng cố hình ảnh của Việt Nam trên thế giới."; "Là một thành viên của Bộ Chính trị, ông Quang có tiếng là cứng rắn và có ảnh hưởng trong guồng máy của Đảng Cộng sản, mặc dù thường xuất hiện với vẻ không thoải mái trong mắt công chúng và không được các đồng sự cao cấp của Đảng Cộng sản tín nhiệm. Trong một cuộc phỏng vấn với AFP vào năm 2016 trước chuyến thăm của cựu Tổng thống Pháp Francois Hollande, ông Quang chỉ đọc một báo cáo đã được chuẩn bị sẵn và nhanh chóng được hộ tống rời khỏi phòng sau khi nhận được các câu hỏi không nằm trong kịch bản."[31]
- Nhân vật bất đồng chính kiến, cựu nhà báo Phạm Chí Dũng bình luận: "[Di sản] đáng kể nhất của ông là thời còn Bộ trưởng Bộ Công an, tôi nghĩ là dấu ấn đáng kể nhất của ông là đã chỉ huy những chiến dịch đàn áp nặng nề đối với giới đấu tranh, hoạt động dân chủ nhân quyền ở Việt Nam và bắt nhiều người. Di sản thứ hai mà ông Trần Đại Quang để lại, tôi nghĩ rằng dấu ấn lớn nhất của ông thời Bộ trưởng Bộ Công an trước khi làm Chủ tịch nước là ông đã có một chuyến đi Washington tiền trạm cho Tổng Bí thư Nguyễn Phú Trọng để ông Trọng đi Washington sau đó gặp Tổng thống Hoa Kỳ Barack Obama. Và trong chuyến đi tiền trạm đó vào tháng 3/2015, ông Trần Đại Quang đã được rất nhiều quan chức của Mỹ tiếp, kể cả quan chức của Bộ Quốc phòng, FBI, CIA,..., nhưng mà sau đó vai trò của ông mờ nhạt và mờ nhạt hẳn kể từ tháng 7/2017."[32]
- Luật sư Trần Quốc Thuận cho rằng: "Ông Trần Đại Quang để lại một di sản nặng nề, là Bộ Công an, với một cuộc cải cách hay là 'thay máu toàn diện'. Từ 12 Tổng cục giải thể hết và chỉ còn lại là các Cục, rõ ràng là hàng loạt tướng lĩnh, rồi sĩ quan cấp tá, cấp này kia ra đi phải được bố trí trở lại. Việc sắp xếp bộ máy khổng lồ như thế, rồi phong tướng, phong quan hàng loạt như thế, thì bây giờ việc bố trí như thế nào?... và những dấu hiệu tiêu cực mà bây giờ đã thành tội phạm rồi, như vụ án Vũ Nhôm, rồi một số tướng lĩnh bị điều tra tiêu cực."[32]
- Đài CNN dẫn lời ông Phil Robertson, Phó giám đốc đặc trách Á Châu của tổ chức Human Rights Watch nói: "Di sản của Chủ tịch Quang là cuộc đàn áp kéo dài nhiều năm đối với quyền con người, và tống giam các tù nhân chính trị nhiều hơn so với những người tiền nhiệm."[33]